# Chimarra lwirona
Chimarra lwirona är en nattsländeart som beskrevs av Statzner 1976. Chimarra lwirona ingår i släktet Chimarra och familjen stengömmenattsländor. Inga underarter finns listade i Catalogue of Life.